# Вершинное (Днепропетровская область)
Вершинное (укр. Вершинне, до 2016 года —  Радгоспное укр. Радгоспне) — посёлок,
Ивашиновский сельский совет,
Пятихатский район,
Днепропетровская область,
Украина.
Код КОАТУУ — 1224581803. Население по переписи 2001 года составляло 175 человек .

## Географическое положение
Посёлок Вершинное находится на расстоянии в 0,5 км от села Красная Воля и в 3-х км от города Пятихатки.
По селу протекает пересыхающий ручей с запрудой.
Рядом проходят автомобильная дорога Т-0418 и
железная дорога, станция Платформа 5 км.